# 索爾茲伯里平原

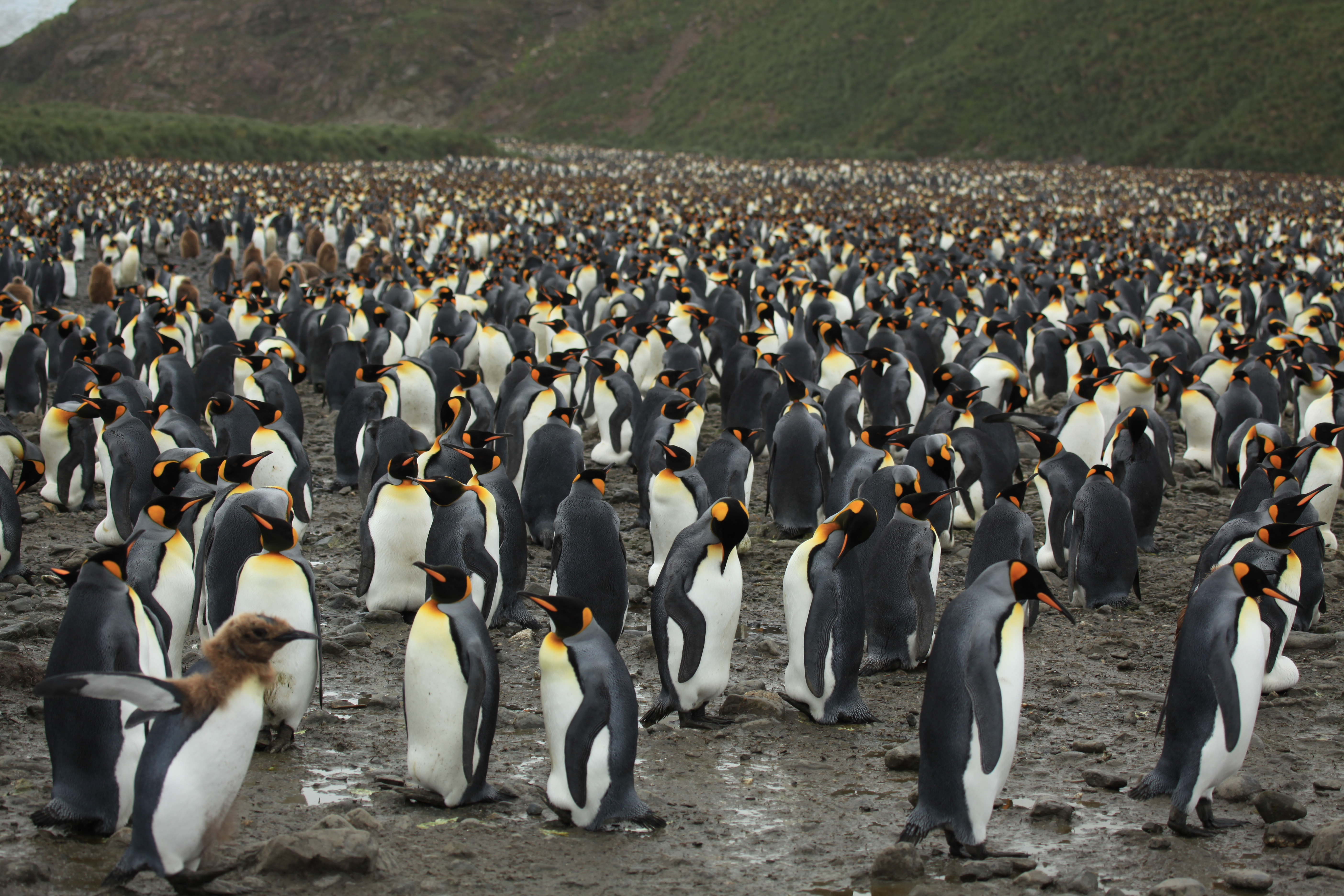
索爾茲伯里平原的國王企鵝群

索爾茲伯里平原（英語：Salisbury Plain, South Georgia），是位於英國海外領土南喬治亞島北岸的平原，處於格魯斯冰川和盧卡斯冰川之間，由美國的鳥類學家命名，為著名的國王企鵝繁殖地，亦有眾多的南象鼻海豹及南極毛皮海獅。